# NGC 452
NGC 452 (również PGC 4596 lub UGC 820) – galaktyka spiralna z poprzeczką (SBab), znajdująca się w gwiazdozbiorze Ryb. Odkrył ją John Herschel 22 listopada 1827 roku.